# Eisenbahngesetz vom 10. März 1861
Das dänische Eisenbahngesetz vom 10. März 1861 (dänisch Jernbaneloven af 10. marts 1861) war ein Eisenbahngesetz Dänemarks, mit dem Bau und Betrieb von Bahnstrecken in Jütland und auf Fünen genehmigt wurden. Für den Bau war der dänische Staat verantwortlich.
Der Staat übertrug diese Aufgabe an das englische Konsortium Peto, Brassey and Betts. Die Konzessionen für die Strecken wurden am 18. März 1861 erteilt. Für den Betrieb der Strecken wurde die private Gesellschaft Det Danske Jernbanedriftsselskab gegründet.

## Strecken
- die Bahnstrecke Fredericia–Vamdrup als notwendige Verbindung zwischen den Städten Jütlands und dem Rest des Landes.[1]
- eine Strecke von Langå über Viborg und Skive bis zu einem Punkt bei Venø Bugt und weiter nach Holstebro, die als Bahnstrecke Langå–Struer gebaut wurde.[2]
- im Eisenbahngesetz vom 15. Februar 1857 wurde eine Bahnstrecke von Nyborg über Odense zum Kleinen Belt genehmigt. Es gab jedoch niemand, der eine Konzession für den Betrieb der Strecke wollte, und die Strecke wurde auf Eis gelegt. Im Eisenbahngesetz vom 10. März 1861 wurde die Strecke erneut als Strecke von Nyborg über Odense nach Middelfart übernommen, die als Dronning Louises Bane errichtet wurde.[3]
- das Gesetz sah die Østjyske længdebane von Randers nach Aalborg vor. Die Strecke wurde in den Teilabschnitten Randers–Hobro sowie Hobro–Aalborg errichtet, weitere Teile folgten später.[4]